# Black Night (Stratovarius)
Black Night è il secondo dei due singoli del gruppo musicale finlandese Stratovarius usciti prima dell'album d'esordio Fright Night.

## Tracce
1. Black Night – 3:40
2. Night Screamer – 4:45

## Formazione
- Tuomo Lassila - batteria
- Jyrki Lentonen - basso
- Timo Tolkki - chitarra e voce
- Antti Ikonen - tastiera